# دانيال موريس
دانيال موريس (بالإنجليزية: Daniel Morris)‏ هو محامي وسياسي أمريكي، ولد في 4 يناير 1812، وتوفي في 22 أبريل 1889. حزبياً، نشط في الحزب الجمهوري. وقد انتخب عضو مجلس النواب الأمريكي.